# Saint-Pathus
Saint-Pathus [sɛ̃ paty]  est une commune française située dans le département de Seine-et-Marne, en région Île-de-France.

## Géographie

### Localisation

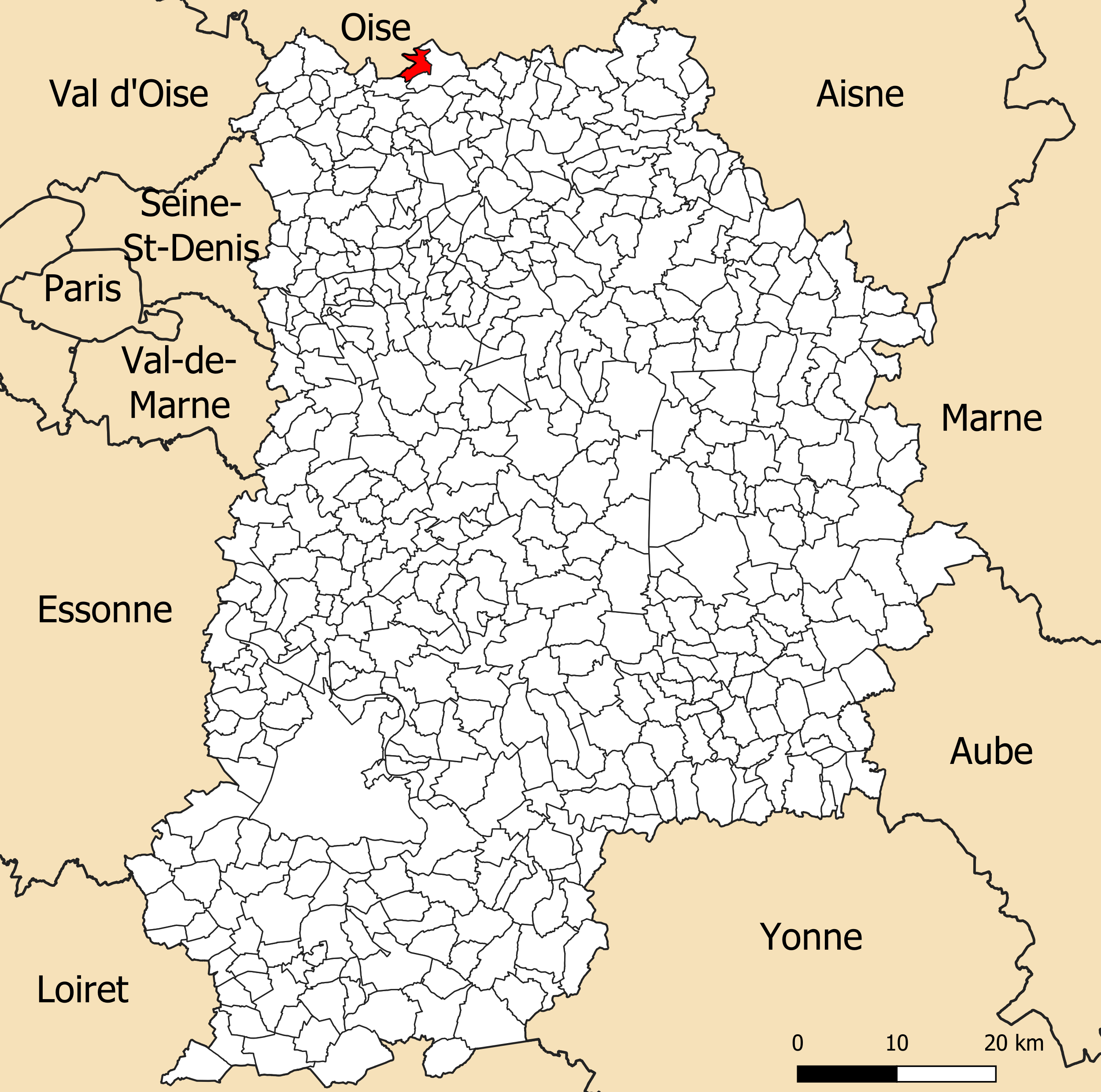
Localisation de la commune de Saint-Pathus dans le département de Seine-et-Marne.

Saint-Pathus est un bourg périurbain de la Goële au nord de la Seine-et-Marne, jouxtant le département de l'Oise (département) et situé à 41 km à vol d'oiseau au nord-est de Paris et à 20 km de zone aéroportuaire de Paris-Charles-de-Gaulle, 22 km au sud-est de Senlis, 19 km au sud de Crépy-en-Valois et 14 km au nord-ouest de Meaux.
La commune se situe à 18mn de la Mer de Sable, 30mn du Parc Astérix, et à moins de 40mn de Disneyland Paris.
La commune se trouve dans l'aire urbaine de Paris, est la ville-centre de son unité urbaine, et fait partie de la zone d'emploi de Meaux et du bassin de vie du Plessis-Belleville.

### Communes limitrophes
Les communes limitrophes sont  Lagny-le-Sec, Le Plessis-Belleville, Marchémoret, Oissery et Silly-le-Long.

### Géologie et relief
L'altitude de la commune varie de 89 mètres à 113 mètres pour le point le plus haut, le centre du bourg se situant à environ 99 mètres d'altitude (mairie).
La superficie de la commune est de 5,36 km².

### Hydrographie

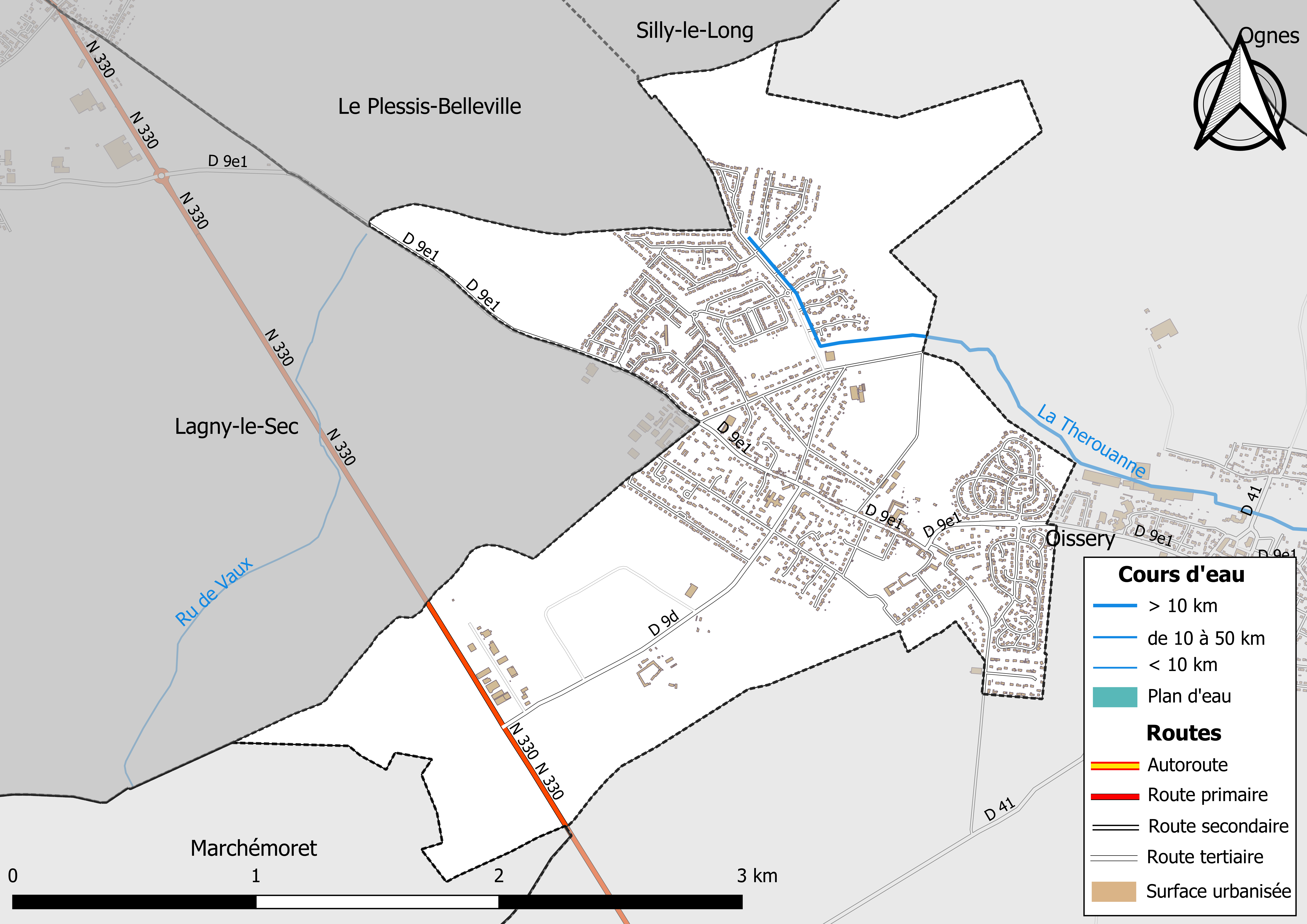
Carte des réseaux hydrographique et routier de Saint-Pathus.

Le réseau hydrographique de la commune se compose d'un seul cours d'eau référencé : la rivière Thérouanne, longue de 23,31 km, affluent de la Marne en rive droite.
Sa longueur totale sur la commune est de 1 km.

### Climat
Pour des articles plus généraux, voir Climat de l'Île-de-France et Climat de Seine-et-Marne.
En 2010, le climat de la commune est de type climat océanique dégradé des plaines du Centre et du Nord, selon une étude du CNRS s'appuyant sur une série de données couvrant la période 1971-2000. En 2020, Météo-France publie une typologie des climats de la France métropolitaine dans laquelle la commune est exposée à un climat océanique altéré et est dans la région climatique Nord-est du bassin Parisien, caractérisée par un ensoleillement médiocre, une pluviométrie moyenne régulièrement répartie au cours de l’année et un hiver froid (3 °C).
Pour la période 1971-2000, la température annuelle moyenne est de 10,9 °C, avec une amplitude thermique annuelle de 15,2 °C. Le cumul annuel moyen de précipitations est de 720 mm, avec 11,3 jours de précipitations en janvier et 8,4 jours en juillet. Pour la période 1991-2020, la température moyenne annuelle observée sur la station météorologique la plus proche, située sur la commune du Plessis-Belleville à 4 km à vol d'oiseau, est de 11,4 °C et le cumul annuel moyen de précipitations est de 661,7 mm,. Pour l'avenir, les paramètres climatiques de la commune estimés pour 2050 selon différents scénarios d'émission de gaz à effet de serre sont consultables sur un site dédié publié par Météo-France en novembre 2022.
| Mois                                  | jan.           | fév.           | mars           | avril         | mai           | juin          | jui.          | août          | sep.          | oct.          | nov.          | déc.          | année      |
| ------------------------------------- | -------------- | -------------- | -------------- | ------------- | ------------- | ------------- | ------------- | ------------- | ------------- | ------------- | ------------- | ------------- | ---------- |
| Température minimale moyenne (°C)     | 1,6            | 1,9            | 3              | 5,3           | 8,4           | 11,5          | 13,1          | 12,9          | 10,3          | 8,2           | 4,9           | 2,2           | 6,9        |
| Température moyenne (°C)              | 4              | 5              | 7,3            | 10,8          | 13,7          | 17,3          | 19,5          | 18,9          | 15,9          | 12,2          | 7,8           | 4,6           | 11,4       |
| Température maximale moyenne (°C)     | 6,4            | 8              | 11,5           | 16,4          | 19            | 23            | 25,8          | 24,9          | 21,5          | 16,2          | 10,6          | 7             | 15,9       |
| Record de froid (°C) date du record   | −14,1 10.01.09 | −11,9 07.02.12 | −11,2 13.03.13 | −3,9 07.04.21 | −0,7 06.05.19 | 2,9 01.06.06  | 3,8 31.07.15  | 5,1 26.08.18  | −0,3 30.09.18 | −5,7 28.10.03 | −5,7 30.11.10 | −8,7 19.12.09 | −14,1 2009 |
| Record de chaleur (°C) date du record | 15,5 09.01.15  | 19,4 27.02.19  | 23,8 31.03.21  | 29,1 20.04.18 | 31,4 27.05.17 | 35,5 18.06.22 | 42,2 25.07.19 | 40,1 06.08.03 | 34,9 09.09.23 | 28,3 01.10.11 | 21,7 08.11.15 | 16,6 17.12.15 | 42,2 2019  |
| Précipitations (mm)                   | 56,2           | 49,8           | 48,8           | 36,2          | 74,2          | 63,4          | 53,2          | 60,3          | 46            | 53,5          | 52,6          | 67,5          | 661,7      |

### Milieux naturels et biodiversité
Aucun espace naturel présentant un intérêt patrimonial n'est recensé en 2021 sur la commune dans l'inventaire national du patrimoine naturel,,.

## Urbanisme

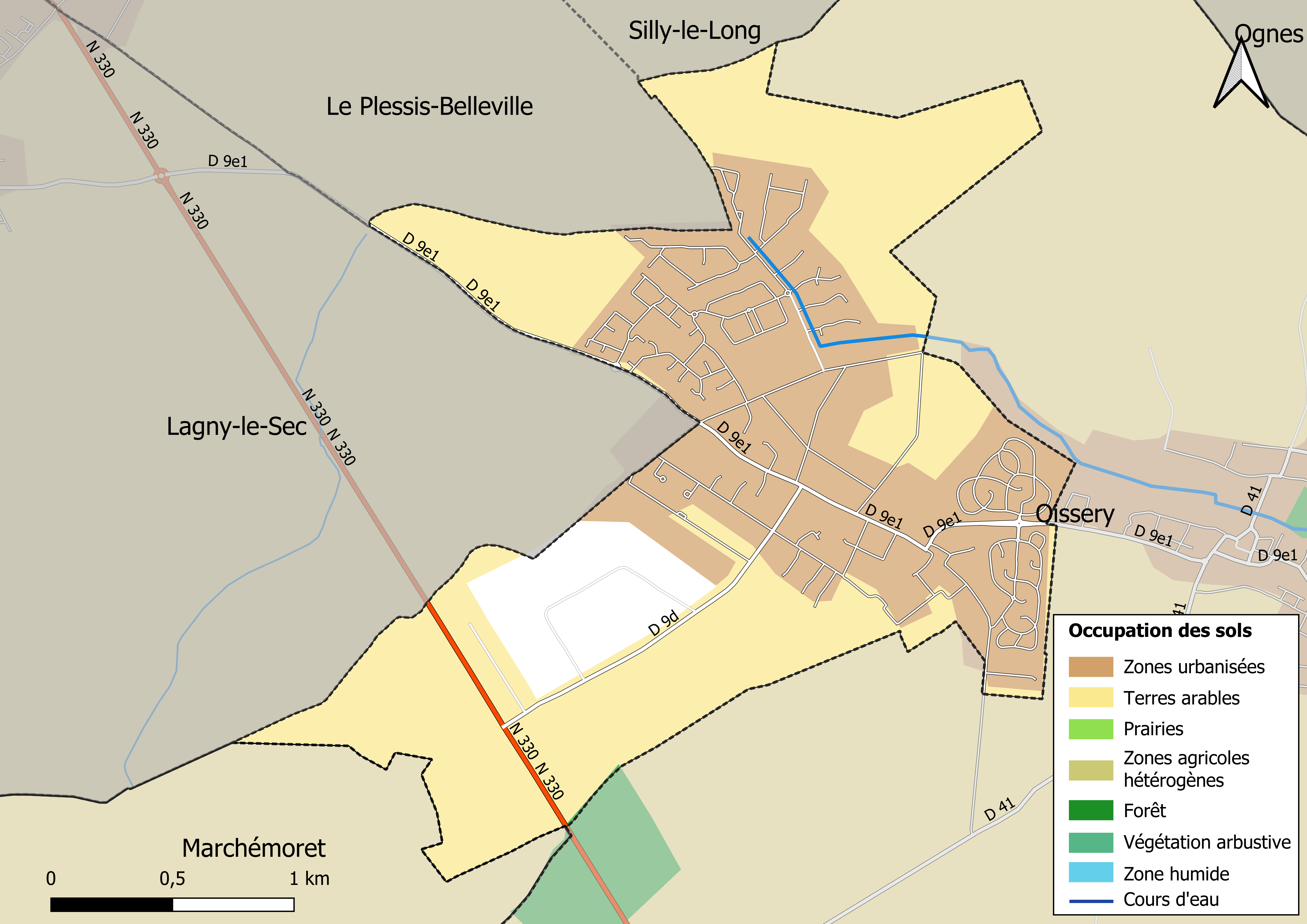
Carte des infrastructures et de l'occupation des sols en 2018 (CLC) de la commune.

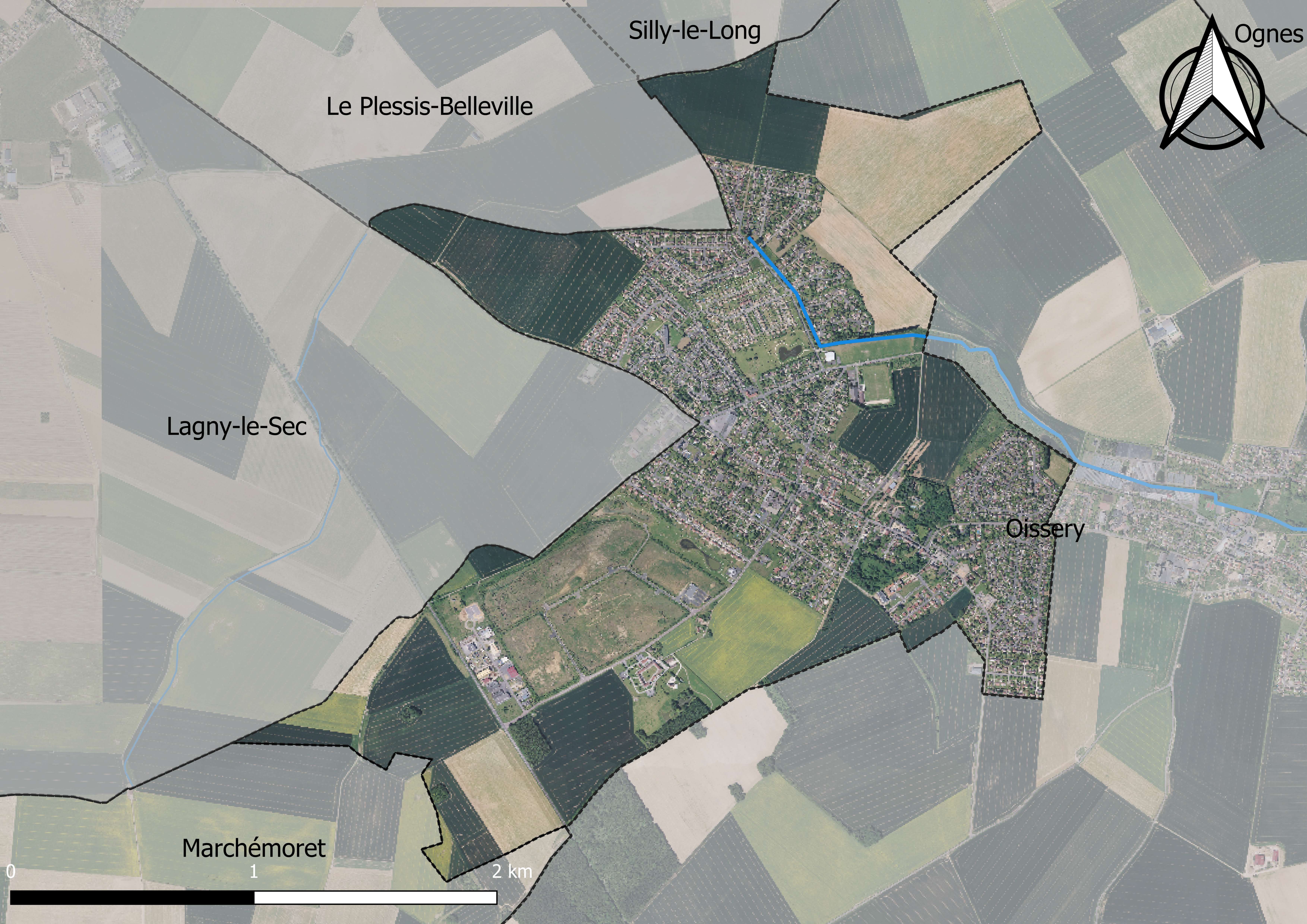
Carte orhophotogrammétrique de la commune.

### Typologie
Au 1er janvier 2024, Saint-Pathus est catégorisée petite ville, selon la nouvelle grille communale de densité à sept niveaux définie par l'Insee en 2022.
Elle appartient à l'unité urbaine de Saint-Pathus, une agglomération intra-départementale regroupant deux  communes, dont elle est ville-centre,,. Par ailleurs la commune fait partie de l'aire d'attraction de Paris, dont elle est une commune de la couronne,. Cette aire regroupe 1 929 communes,.

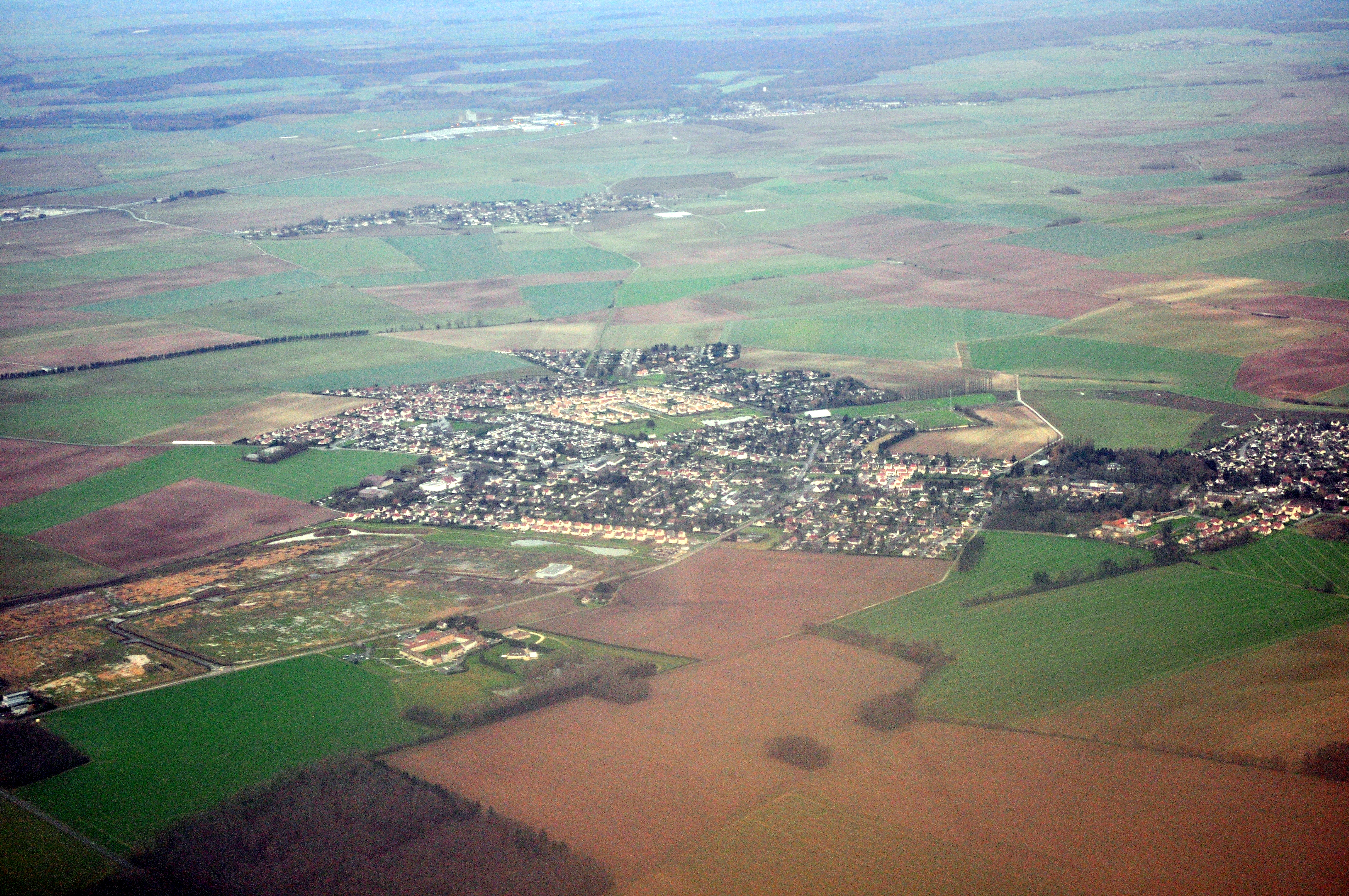
Photographie aérienne de Saint-Pathus en 2014.

### Lieux-dits et écarts
La commune compte 28 lieux-dits administratifs répertoriés consultables ici.

### Occupation des sols
L'occupation des sols de la commune, telle qu'elle ressort de la base de données européenne d’occupation biophysique des sols Corine Land Cover (CLC), est marquée par l'importance des territoires agricoles (52,7 % en 2018), en diminution par rapport à 1990 (66,9 %). La répartition détaillée en 2018 est la suivante : 
terres arables (52,7 %), zones urbanisées (39,3 %), milieux à végétation arbustive et/ou herbacée (8 %).
Parallèlement, L'Institut Paris Région, agence d'urbanisme de la région Île-de-France, a mis en place un inventaire numérique de l'occupation du sol de l'Île-de-France, dénommé le MOS (Mode d'occupation du sol), actualisé régulièrement depuis sa première édition en 1982. Réalisé à partir de photos aériennes, le Mos distingue les espaces naturels, agricoles et forestiers mais aussi les espaces urbains (habitat, infrastructures, équipements, activités économiques, etc.) selon une classification pouvant aller jusqu'à 81 postes, différente de celle de Corine Land Cover,,. L'Institut met également à disposition des outils permettant de visualiser par photo aérienne l'évolution de l'occupation des sols de la commune entre 1949 et 2018.

### Habitat et logement
En 2021, le nombre total de logements dans la commune était de 2 285, alors qu'il était de 2 060 en 2016 et de 1 928 en 2011.
Parmi ces logements, 95,6 % étaient des résidences principales, 0,8 % des résidences secondaires et 3,7 % des logements vacants. Ces logements étaient pour 83,2 % d'entre eux des maisons individuelles et pour 16,4 % des appartements.
Le tableau ci-dessous présente la typologie des logements à Saint-Pathus en 2021 en comparaison avec celle de Seine-et-Marne et de la France entière. Une caractéristique marquante du parc de logements est ainsi la faible proportion des résidences secondaires et logements occasionnels (0,8 %) par rapport au département (3,1 %) et à la France entière (9,7 %).
| Typologie                                               | Saint-Pathus | Seine-et-Marne | France entière |
| ------------------------------------------------------- | ------------ | -------------- | -------------- |
| Résidences principales (en %)                           | 95,6         | 90,2           | 82,2           |
| Résidences secondaires et logements occasionnels (en %) | 0,8          | 3,1            | 9,7            |
| Logements vacants (en %)                                | 3,7          | 6,7            | 8,1            |

### Planification de l'aménagement
La loi SRU du 13 décembre 2000 a incité les communes à se regrouper au sein d’un établissement public, pour déterminer les partis d’aménagement de l’espace au sein d’un SCoT, un document d’orientation stratégique des politiques publiques à une grande échelle et à un horizon de 20 ans et s'imposant aux documents d'urbanisme locaux, les PLU (Plan local d'urbanisme). La commune est dans le territoire du SCOT Roissy Pays de France, approuvé le 19 décembre 2019 et porté par la communauté d’agglomération Roissy Pays de France.
La commune disposait en 2019 d'un plan local d'urbanisme en révision. Le zonage réglementaire et le règlement associé peuvent être consultés sur le Géoportail de l'urbanisme.

### Projets d'aménagement
- Crèche intercommunale.
- Centre culturel.

### Risques naturels et technologiques
La commune  est classée en zone de sismicité 1, correspondant à une sismicité très faible.

## Toponymie
Le nom de la localité est mentionné sous les formes Sanctus Pathusius en 1102 ; De Sancto Patu vers 1172 ; Sanctus Patusius en 1183 ; Leprosia de Sancto Patusio en 1247 ; Sanctus Patuisius en 1252 ; Sanctus Patucius en 1263 ; Saint Patu en 1265 ; Saint Patus en 1284 ; Saint Patuz en 1326.
La localité de Saint-Pathus porte le nom du prêtre Patusius qui fut nommé évêque de Meaux en 684 et mourut le jour de son élection. La tâche à assumer lui semblait trop lourde et il ne souhaitait pas cet honneur.

## Histoire

### Antiquité
Lors de la construction d’un lotissement aux Petits Ormes en 2005, les fouilles ont mis au jour une villa et environ 4 000 structures archéologiques. Les vestiges s'étendent du Néolithique final, bronze final, Bas-Empire et du haut Moyen Âge et l'époque moderne.

### Moyen-Âge
Saint-Pathus porte le nom d’un prêtre de vie renommée vertueuse qui fut nommé évêque de Meaux en 684 et mourut le jour de son élection. La tâche à assumer lui semblait trop lourde et il ne souhaitait pas cet honneur. Originaire de Senlis, il se rendait à Meaux par la route que la reine Brunehilde venait de faire construire, en priant Dieu d’éloigner la mitre (coiffure triangulaire portée par les évêques) de sa tête et fut exaucé. Il expira chemin faisant en bénissant la ville de Meaux qui l’avait élu. À l’endroit où il mourut, sire Guillaume des Barres, seigneur de la région, lui fit édifier, en 1102, une église qu’il plaça sous son patronage. Le village qui se forma autour du lieu sacré prit par la suite le nom du saint.

## Politique et administration

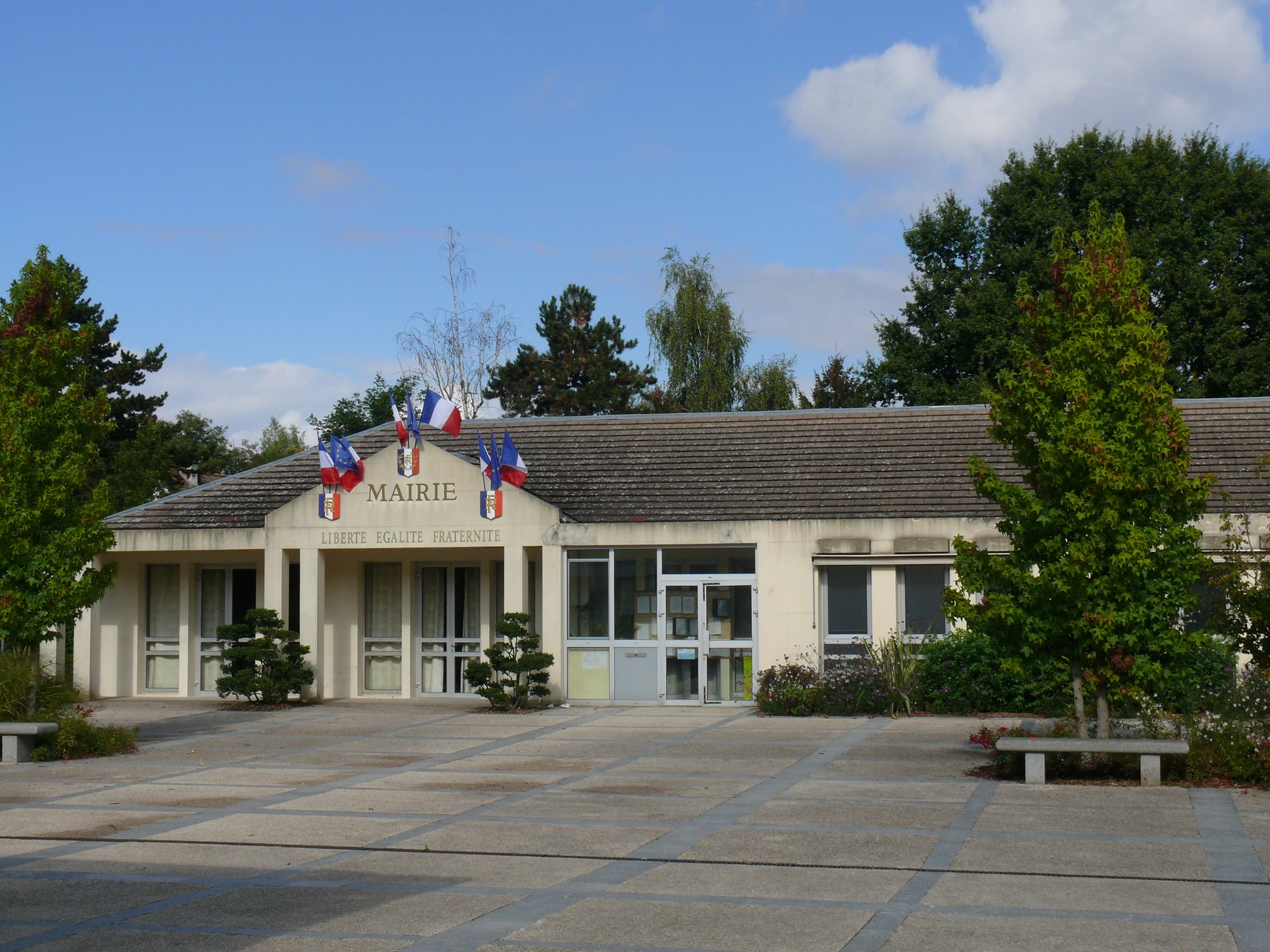
La mairie.

### Rattachements administratifs et électoraux

#### Rattachements administratifs
La commune se trouve dans l'arrondissement de Meaux du département dela Seine-et-Marne
Elle faisait partie depuis 1793 du canton de Dammartin-en-Goële. Dans le cadre du redécoupage cantonal de 2014 en France, cette circonscription administrative territoriale a disparu, et le canton n'est plus qu'une circonscription électorale.

#### Rattachements électoraux
Pour les élections départementales, la commune fait partie depuis 2014 du canton de Mitry-Mory
Pour l'élection des députés, elle fait partie de la sixième circonscription de Seine-et-Marne.

### Intercommunalité
Saint-Pathus était membre de la communauté de communes du Pays de la Goële et du Multien, un établissement public de coopération intercommunale (EPCI) à fiscalité propre créé en 2000 et auquel la commune avait transféré un certain nombre de ses compétences, dans les conditions déterminées par le code général des collectivités territoriales.
Conformément aux prescriptions de la loi de réforme des collectivités territoriales du 16 décembre 2010, qui a prévu le renforcement et la simplification des intercommunalités et la constitution de structures intercommunales de grande taille, celle-ci a fusionné avec ses voisines  pour former, le 1er janvier 2013, la communauté de communes Plaines et Monts de France, dont est désormais membre la commune

### Tendances politiques et résultats
Le 7 juillet 2024 lors du second tour des élections municipales partielles qui se sont tenues à la suite de la démission d'une partie du conseil municipal élu en 2020, la liste menée par Benoît Dantec a obtenu 53,71 % des suffrages exprimés (23 conseillers municipaux élus), celle de Rodolphe Lachaize (RN)  24,70 % (3 conseillers municipaux élus) et la liste menée par Thierry Lemaire, ancien premier adjoint du maire sortant Jean-Benoît Pinturier,  21,59 % des suffrages (également 3 sièges de conseillers municipaux). La liste « Agir pour Saint-Pathus », sur laquelle se trouvait l’ancien maire, était arrivée quatrième au premier tour et s’était désistée.
Liste des Elus sur le site de la mairie https://www.saint-pathus.fr/les-elus/
Lors du premier tour des élections municipales de 2014 en Seine-et-Marne, la liste DVG menée par le maire sortant Jean-Benoît Pinturier obtient la majorité absolue des suffrages exprimés, avec 1 580 voix (67,03 %, 25 conseillers municipaux élus dont 3 communautaires), devançant très largement celle PS menée par Nathalie Moine , qui a recueilli 777 voix (32,96 %, 4 conseillers municipaux élus), lors d'un scrutin où 39,50 % dces électeurs se sont abstenus. 
Lors du premier tour des élections municipales de 2014 en Seine-et-Marne, la liste DIV menée par le maire sortant Jean-Benoît Pinturier obtient la majorité absolue des suffrages exprimés, avec 1 174 voix (61,69 %, 24 conseillers municipaux élus dont 8 communautaires), devançant tyrès largement celle DVG menée par Ludovic Landrier, qui a recueilli 729 voix (38,30 %, 5 conseillers municipaux élus dont 1 communautaire).
Lors de ce scrutin marqué par la Pandémie de Covid-19 en France, 55,17 % des électeurs se sont abstenus.

### Liste des maires
| Période                                  | Période                       | Identité               | Étiquette | Qualité |
| ---------------------------------------- | ----------------------------- | ---------------------- | --------- | --- |
| Les données manquantes sont à compléter. |                               |                        |           | |
|                                          |                               |                        |           | |
| mai 1953                                 | mars 1971                     | René Pluvinage         |           | Ingénieur agronome, agriculteur |
| mars 1971                                | mars 1977                     | Lucien Pluvinage       |           | |
| mars 1977                                | mai 1984                      | René Pluvinage         |           | Ingénieur agronome |
| mai 1984                                 | mars 1989                     | André Buzance          |           | |
| mars 1989                                | 1999                          | Bruno Mancinelli       |           | |
| mars 1999                                | mars 2008                     | Daniel Stephan         | DVD-UMP   | Artisan dans le bâtiment, maire honoraire |
| mars 2008                                | juillet 2024,                 | Jean-Benoît Pinturier, | DVG       | Cadre commercial Vice-président de la CC Plaines et Monts de France (2014 → 2024) Mandat écourté par la démission d'une partie du conseil municipal |
| juillet 2024                             | En cours (au 13 juillet 2024) | Benoît Dantec          | SE        | Dirigeant d'entreprise Élu à la suite d'une élection municipale partielle                                                                           |

## Équipements et services publics
Les habitants disposent d'un complexe sportif, 42 associations (sportives, culturelles, sociales…), un terrain multi-sports, un centre de loisirs, trois écoles, un centre médicale,des services techniques, le PAJ (Point d'Accueil Jeunesse), une police municipale, une bibliothèque municipale, trois crèches, Le centre Culturel des Brumiers incluant un cinéma municipal avec 1 salle de 185 fauteuils (ouverture courant février 2025) 20 km de voirie et un verger.

### Eau et assainissement
L’organisation de la distribution de l’eau potable, de la collecte et du traitement des eaux usées et pluviales relève des communes. La loi NOTRe de 2015 a accru le rôle des EPCI à fiscalité propre en leur transférant cette compétence. Ce transfert devait en principe être effectif au 1er janvier 2020, mais la loi Ferrand-Fesneau du 3 août 2018 a introduit la possibilité d’un report de ce transfert au 1er janvier 2026,.

#### Assainissement des eaux usées
En 2020, la gestion du service d'assainissement collectif de la commune de Saint-Pathus est assurée par la communauté de communes Plaines et monts de France (CCPMF) pour la collecte, le transport et la dépollution. Ce service est géré en délégation par une entreprise privée, dont le contrat arrive à échéance le 30 juin 2020,,.
L’assainissement non collectif (ANC) désigne les installations individuelles de traitement des eaux domestiques qui ne sont pas desservies par un réseau public de collecte des eaux usées et qui doivent en conséquence traiter elles-mêmes leurs eaux usées avant de les rejeter dans le milieu naturel. La communauté de communes Plaines et monts de France (CCPMF) assure pour le compte de la commune le service public d'assainissement non collectif (SPANC), qui a pour mission de vérifier la bonne exécution des travaux de réalisation et de réhabilitation, ainsi que le bon fonctionnement et l’entretien des installations,.

#### Eau potable
En 2020, l'alimentation en eau potable est assurée par la communauté de communes Plaines et monts de France (CCPMF) qui en a délégué la gestion à une entreprise privée, dont le contrat expire le 31 décembre 2023,.

## Population et société
Les habitants sont appelés les Pathusiens.

### Démographie

#### Évolution démographique
L'évolution du nombre d'habitants est connue à travers les recensements de la population effectués dans la commune depuis 1793. Pour les communes de moins de 10 000 habitants, une enquête de recensement portant sur toute la population est réalisée tous les cinq ans, les populations de référence des années intermédiaires étant quant à elles estimées par interpolation ou extrapolation. Pour la commune, le premier recensement exhaustif entrant dans le cadre du nouveau dispositif a été réalisé en 2006.

En 2022, la commune comptait 6 478 habitants, en évolution de +7,22 % par rapport à 2016 (Seine-et-Marne : +3,92 %, France hors Mayotte : +2,11 %).
| 1793 | 1800 | 1806 | 1821 | 1831 | 1836 | 1841 | 1846 | 1851 |
| ---- | ---- | ---- | ---- | ---- | ---- | ---- | ---- | ---- |
| 269  | 285  | 280  | 267  | 276  | 308  | 330  | 315  | 350  |

| 1856 | 1861 | 1866 | 1872 | 1876 | 1881 | 1886 | 1891 | 1896 |
| ---- | ---- | ---- | ---- | ---- | ---- | ---- | ---- | ---- |
| 331  | 314  | 312  | 315  | 304  | 295  | 274  | 260  | 251  |

| 1901 | 1906 | 1911 | 1921 | 1926 | 1931 | 1936 | 1946 | 1954 |
| ---- | ---- | ---- | ---- | ---- | ---- | ---- | ---- | ---- |
| 235  | 255  | 255  | 201  | 240  | 277  | 233  | 280  | 360  |

| 1962 | 1968 | 1975  | 1982  | 1990  | 1999  | 2006  | 2011  | 2016  |
| ---- | ---- | ----- | ----- | ----- | ----- | ----- | ----- | ----- |
| 325  | 342  | 1 295 | 2 921 | 4 515 | 4 829 | 5 261 | 5 901 | 6 042 |

| 2021  | 2022  | - | - | - | - | - | - | - |
| ----- | ----- | - | - | - | - | - | - | - |
| 6 358 | 6 478 | - | - | - | - | - | - | - |

#### Pyramide des âges
En 2018, le taux de personnes d'un âge inférieur à 30 ans s'élève à 41,5 %, soit au-dessus de la moyenne départementale (39,6 %). À l'inverse, le taux de personnes d'âge supérieur à 60 ans est de 14,4 % la même année, alors qu'il est de 19,9 % au niveau départemental.
En 2018, la commune comptait 3 023 hommes pour 3 071 femmes, soit un taux de 50,39 % de femmes, légèrement inférieur au taux départemental (51,31 %).
Les pyramides des âges de la commune et du département s'établissent comme suit.
| Hommes | Classe d’âge | Femmes |
| ------ | ------------ | ------ |
| 0,1    | 90 ou +      | 0,2    |
| 2,1    | 75-89 ans    | 2,7    |
| 12,3   | 60-74 ans    | 11,5   |
| 21,9   | 45-59 ans    | 21,2   |
| 21,4   | 30-44 ans    | 23,7   |
| 17,3   | 15-29 ans    | 17,5   |
| 25,1   | 0-14 ans     | 23,0   |

| Hommes | Classe d’âge | Femmes |
| ------ | ------------ | ------ |
| 0,4    | 90 ou +      | 1,2    |
| 4,9    | 75-89 ans    | 6,5    |
| 13,6   | 60-74 ans    | 14,3   |
| 20,2   | 45-59 ans    | 19,8   |
| 20,1   | 30-44 ans    | 20,6   |
| 19,2   | 15-29 ans    | 17,9   |
| 21,7   | 0-14 ans     | 19,7   |

## Économie

### Revenus de la population et fiscalité
En 2018, le nombre de ménages fiscaux de la commune était de 2 000 (dont 71 % imposés), représentant 6 076 personnes et la  médiane du revenu disponible par unité de consommation  de 25 830 euros.

### Secteurs d'activité

#### Entreprises et commerces
En 2019, le nombre d’unités légales et d’établissements (activités marchandes hors agriculture. ) par secteur d'activité était de 258 dont 13 dans l’industrie manufacturière, industries extractives et autres, 35 dans la construction, 99 dans le commerce de gros et de détail, transports, hébergement et restauration, 8 dans l’Information et communication, 8 dans les activités financières et d'assurance, 5 dans les activités immobilières, 37 dans les activités spécialisées, scientifiques et techniques et activités de services administratifs et de soutien, 31 dans l’administration publique, enseignement, santé humaine et action sociale et 22  étaient relatifs aux autres activités de services.
En 2020, 59 entreprises ont été créées sur le territoire de la commune, dont 48 individuelles.
Au 1er janvier 2021, la commune ne disposait pas d’hôtel et de terrain de camping.

#### Agriculture
Saint-Pathus est dans la petite région agricole dénommée la « Goële et Multien », regroupant deux petites régions naturelles, respectivement la Goële et le pays de Meaux (Multien). En 2010, aucune orientation technico-économique de l'agriculture ne se dégage sur la commune.
Si la productivité agricole de la Seine-et-Marne se situe dans le peloton de tête des départements français, le département enregistre un double phénomène de disparition des terres cultivables (près de 2 000 ha par an dans les années 1980, moins dans les années 2000) et de réduction d'environ 30 % du nombre d'agriculteurs dans les années 2010. Cette tendance se retrouve au niveau de la commune où le nombre d’exploitations est passé de 4 en 1988 à 0 en 2010.
Le tableau ci-dessous présente les principales caractéristiques des exploitations agricoles de Saint-Pathus, observées sur une période de 22 ans : 
|                                      | 1988 | 2000 | 2010 |
| ------------------------------------ | ---- | ---- | ---- |
| Dimension économique,                |      |      |      |
| Nombre d’exploitations (u)           | 4    | 1    | 0    |
| Travail (UTA)                        | 9    | 3    | 0    |
| Surface agricole utilisée (ha)       | 405  | 101  | 0    |
| Cultures                             |      |      |      |
| Terres labourables (ha)              | 405  | s    | 0    |
| Céréales (ha)                        | 268  | s    |      |
| dont blé tendre (ha)                 | 134  | s    |      |
| dont maïs-grain et maïs-semence (ha) | s    | s    |      |
| Tournesol (ha)                       | s    |      |      |
| Colza et navette (ha)                | s    | s    |      |
| Élevage                              |      |      |      |
| Cheptel (UGBTA)                      | 12   | 12   |      |

## Culture locale et patrimoine

### Lieux et monuments
- L'église Saint-Pathus  Inscrit MH (2007)[65] est considérée comme l'un des « bijoux » de Seine-et-Marne.
Elle date du XIIe siècle, construite dans le style roman et cistercien, fait assez rare en Île-de-France.
L'église a été restaurée en style néogothique en 1872, perdant un peu de son originalité première. 
Sur l'édifice et à l'intérieur, de nombreuses représentations du saint, statue ou vitrail.
- La ferme des Brumiers était le bâtiment principal d’une exploitation agricole d’une quarantaine d’hectares. Transformée tout d’abord en restaurant et salle de réception pour mariage vers 1980, la ferme a été ensuite récupérée par la municipalité qui a décidé en 2010 de mettre ce lieu à la disposition des associations de la ville pour l'organisation de leurs événements artistiques et culturels. Ce lieu atypique accueille chaque année depuis 2011 le festival Du Foin aux Brumiers organisé par l’Association Culturelle des Brumiers.
- La ferme de Noëfort et son pigeonnier : 
Ce domaine agricole a été fondé par les bénédictines du prieuré Saint-Nicolas de Noëfort en 1127. Guillaume Ier des Barres en a été un des bienfaiteurs (voir sa page Wikipédia). La ferme a été depuis restaurée et transformée en lieu de résidence.
- La vieille école communale, datant de 1866.
- Monument aux morts, édifié sur le lieu de la bataille de Oissery-Forfry, datant sans doute de 1922 et rénové en 2022[66]

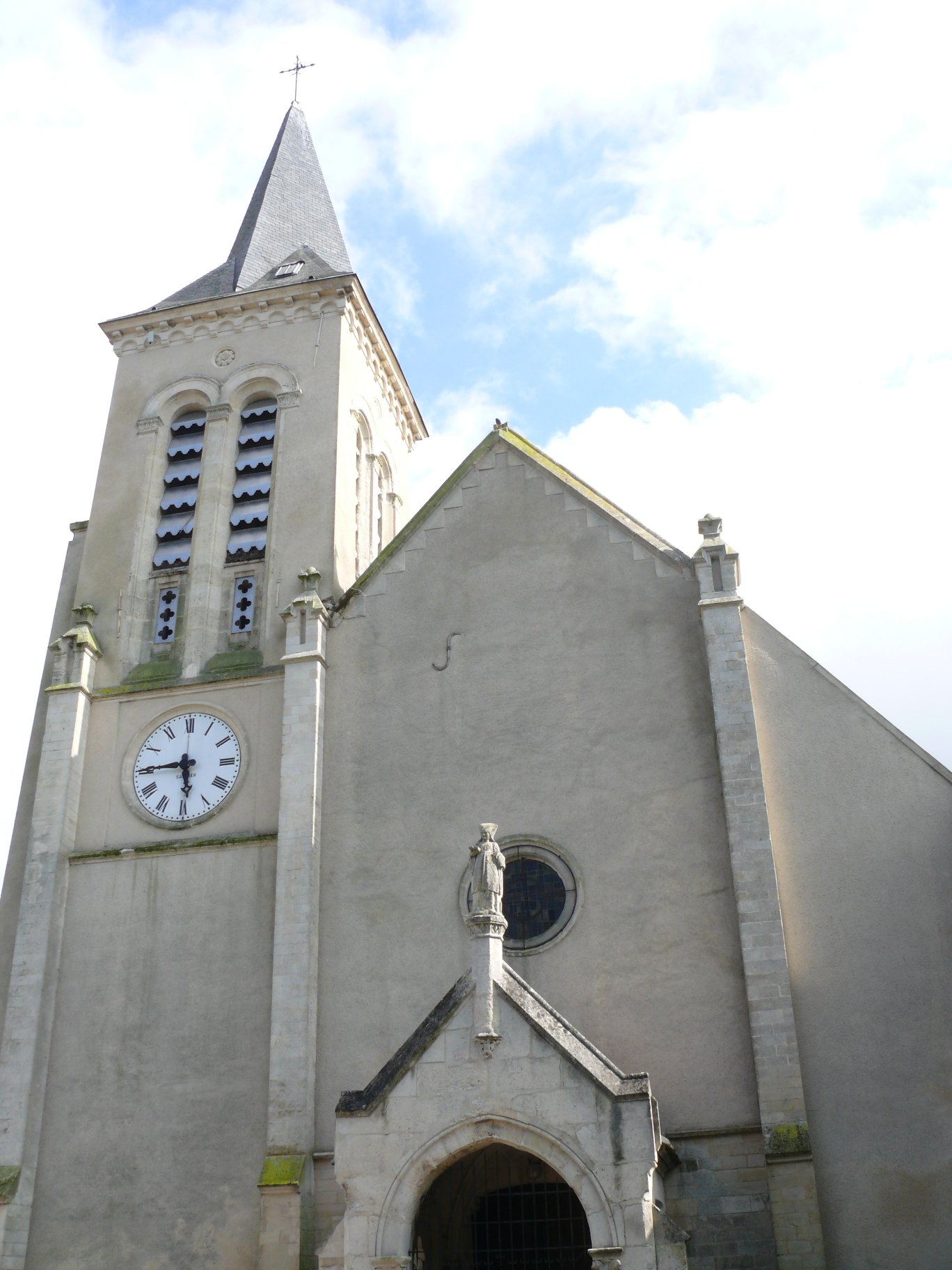
Façade de l'église.
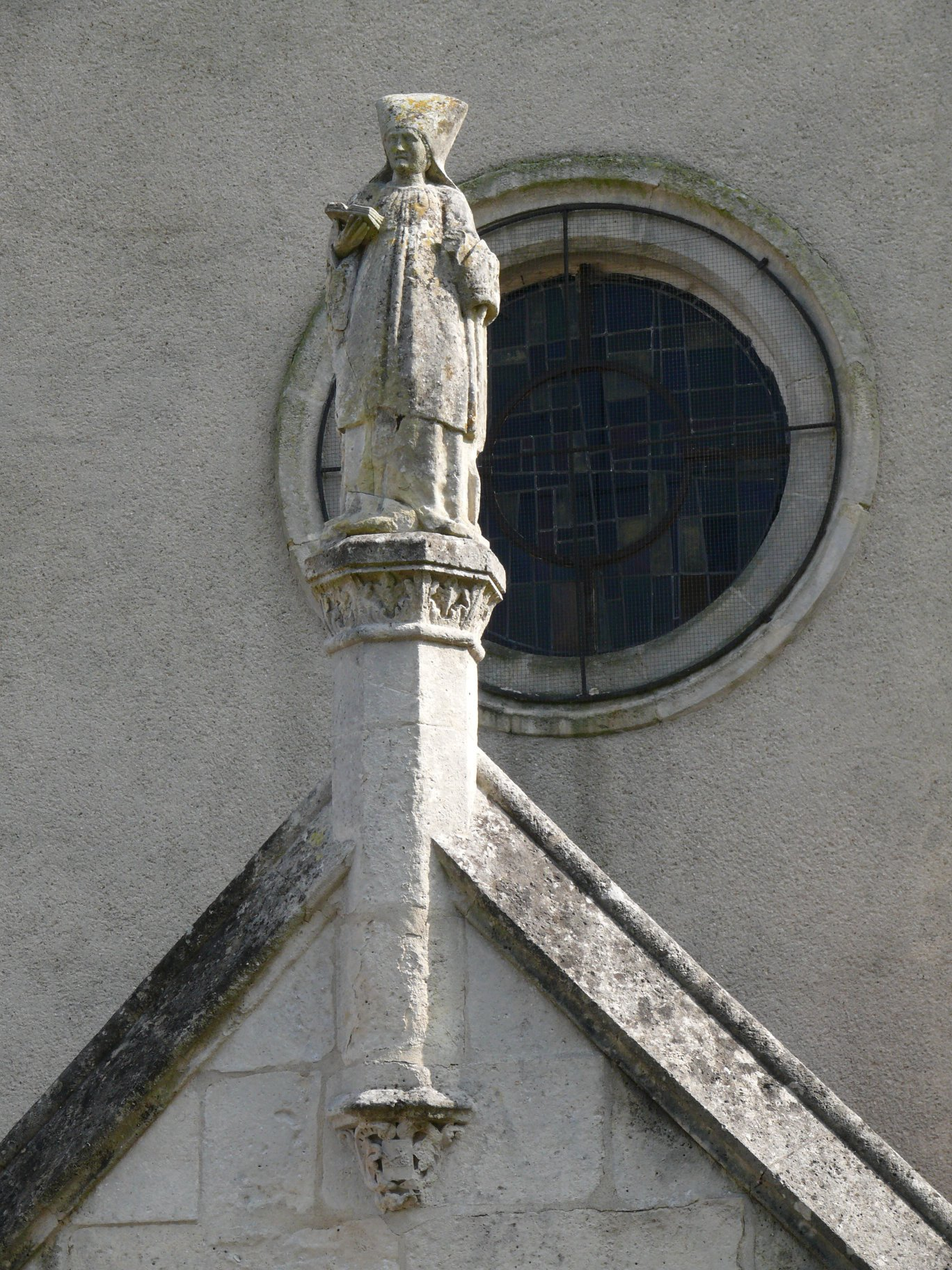
Saint-Pathus au sommet du porche de l'église

### Personnalités liées à la commune
- Guillaume de Saint-Pathus (1250-1315), frère franciscain, confesseur de la reine  Marguerite de Provence et auteur d'une vie de saint Louis, petit-fils de Guillaume des Barres, seigneur de Oissery, y est né.

## Pour approfondir